# 牛会卿
牛會卿（英語：：1895年9月18日—1973年2月28日），是天主教中國籍主教。曾任陽穀教區主教。

## 生平
牛會卿生於1895年9月18日大清河北省新河縣雅家寨。1923年9月30日晉陞為陽榖宗座代牧區副主教及教區總務，又為坡里座堂理家。1943年4月4日，被任命為陽穀宗座代牧區宗座代牧，同年由田耕莘主教親聖晉牧。1946年，教廷在中國建立聖統制，陽穀宗座代牧區升格為教區，他於同年4月11日，獲任為首任陽穀教區主教，隨後南遷福建。
1948年起，兼任福建省福寧教區署理主教，於8月14日上任。
1951年 農曆正月搭船逃難至西洋島、白肯島，同年8月獲准進入臺灣。1961年3月21日至1962年4月16日期間兼任嘉義宗座監牧區宗座監牧。1962年4月16日，嘉義宗座監牧區升格為教區後，繼續兼任教區署理主教一職，直至1968年8月31日因健康因素辭職署理主教。1973年2月28日，牛會卿在臺灣嘉義縣嘉義市去世，享年77歲。

## 延伸閱讀
- 天主教嘉義教區 - 主教 （页面存档备份，存于）
- 關心我們的朋友 - 牛會卿主教草創天主教的嘉義教區(含雲林)，蓋了好多教堂與學校。 （页面存档备份，存于）